# Meison di carnaval de la Coumba Freida
La Meison di carnaval de la Coumba Freida (in francese, Musée du carnaval de la Combe froide; ortografato in patois valdostano secondo la pronuncia locale anche come Mèizoùn di carnaval de la Coumba frèida; in lingua italiana, Casa del carnevale della Combe froide; detto anche Musée du carnaval d'Allein et de la Combe froide) è un museo etnografico dedicato interamente al carnevale della Coumba Freida e in particolare a quello di Allein. Il museo è ospitato nella casa medievale di Ayez, villaggio di Allein, in Valle d'Aosta, e fa parte del circuito promozionale museale valdostano Musei in cammino.

## La casa medievale di Ayez
La casa-monumento di Ayez è una casaforte risalente al XV secolo, classico esempio di architettura rurale tardogotica. L'edificio, composto di vari corpi, è costruito quasi a secco in pietra murata, con finestre in pietra lavorata che presentano il caratteristico motivo valdostano a goccia rovesciata.. Il complesso architettonico è stato schedato nel 1991 dalla Sovraintendenza per i Beni Culturali e Ambientali che dopo alcuni accertamenti l'ha descritta come una «casa signorile del basso medioevo».

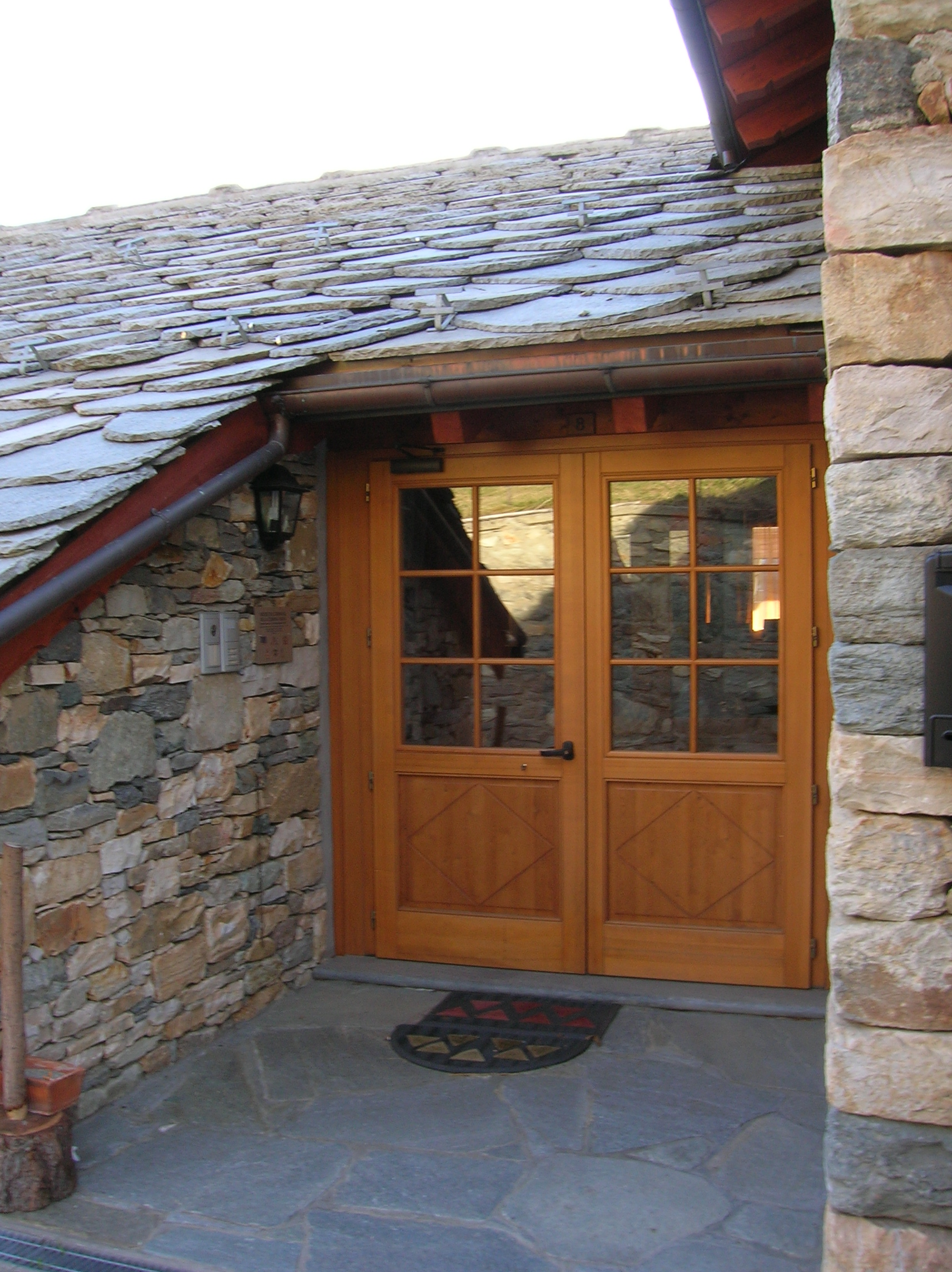
L'ingresso al museo del carnevale storico e di tradizione
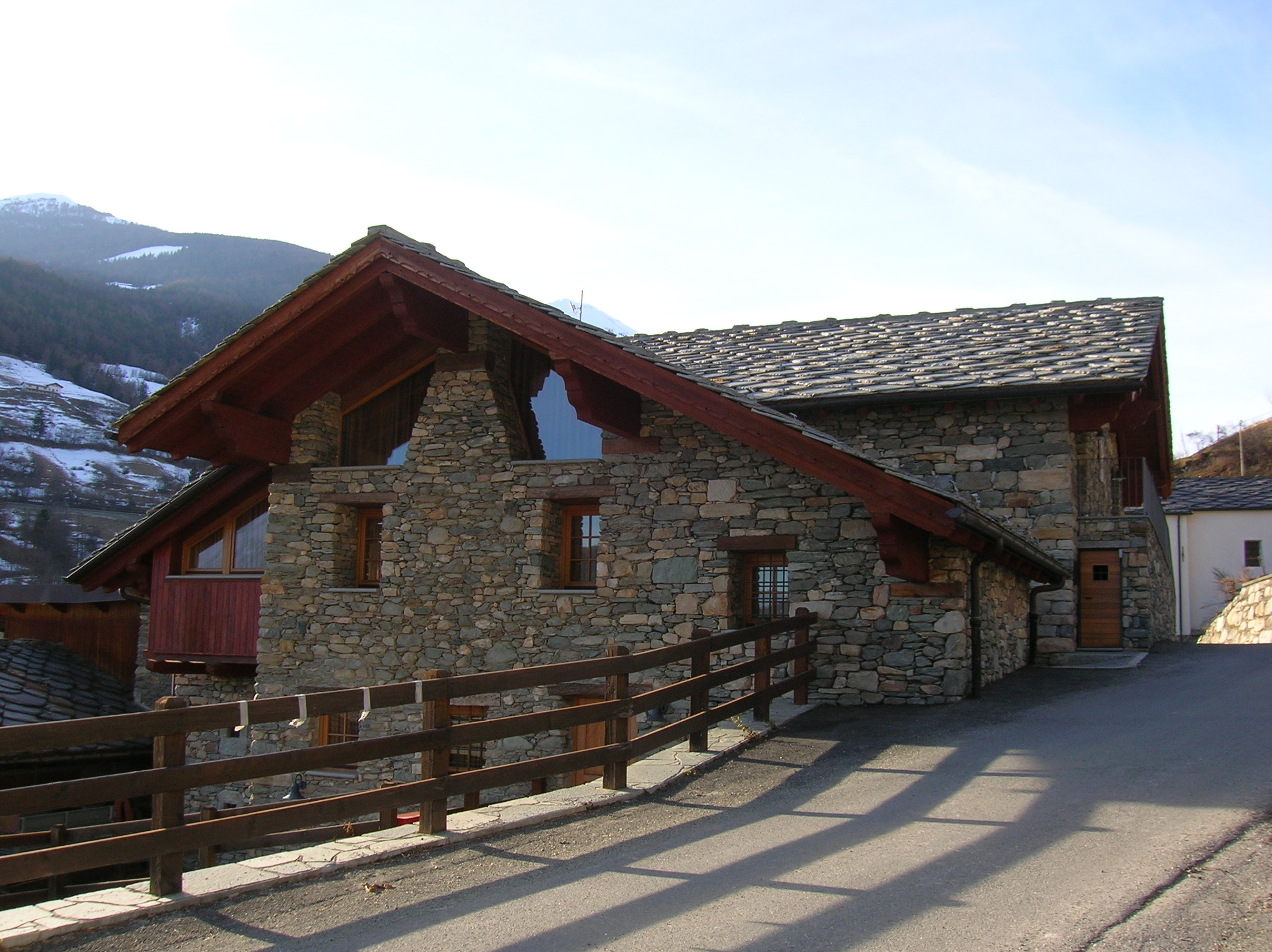
Un altro corpo del complesso della casa-monumento
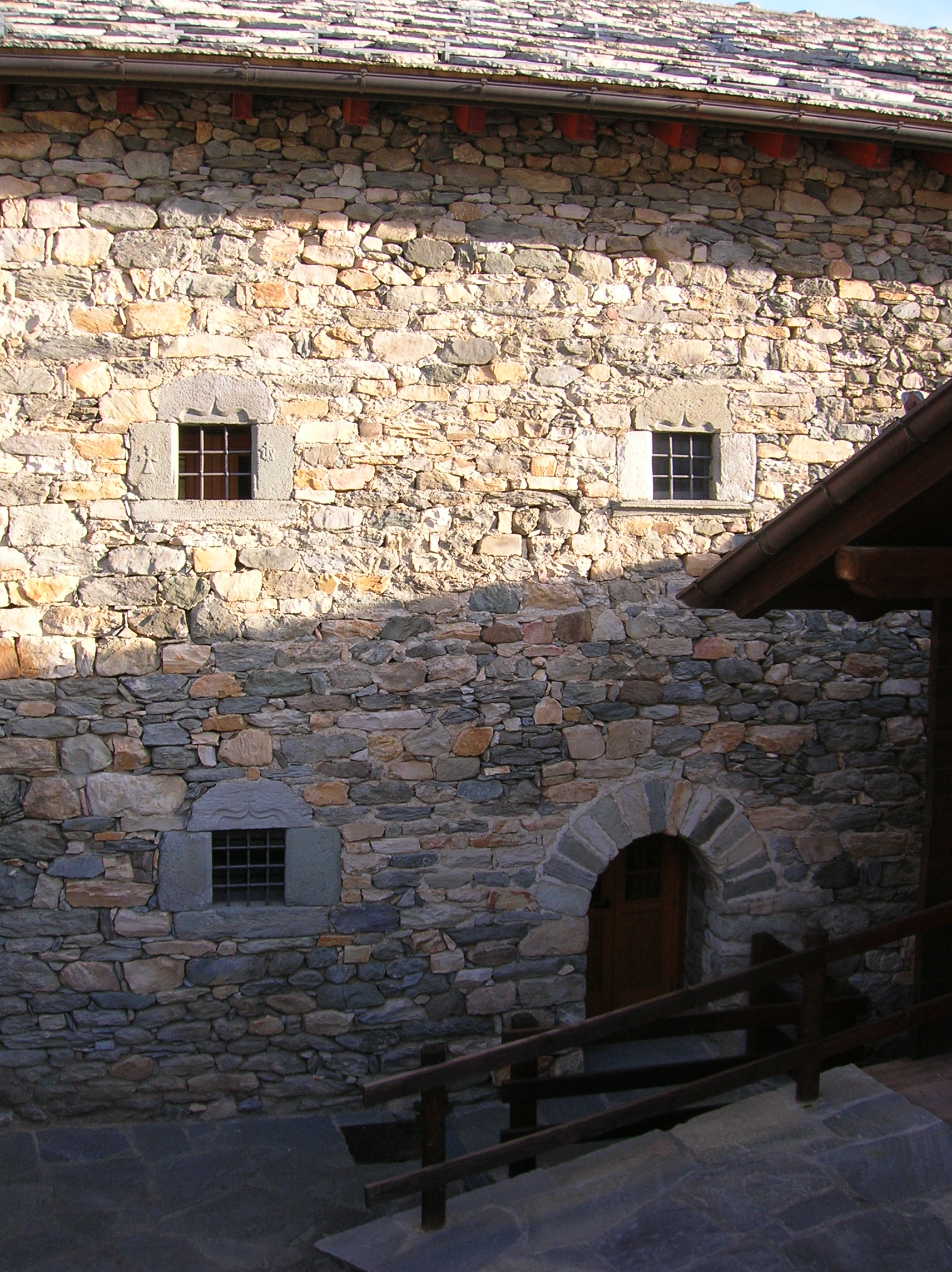
La parete esterna con le finestre decorate in pietra
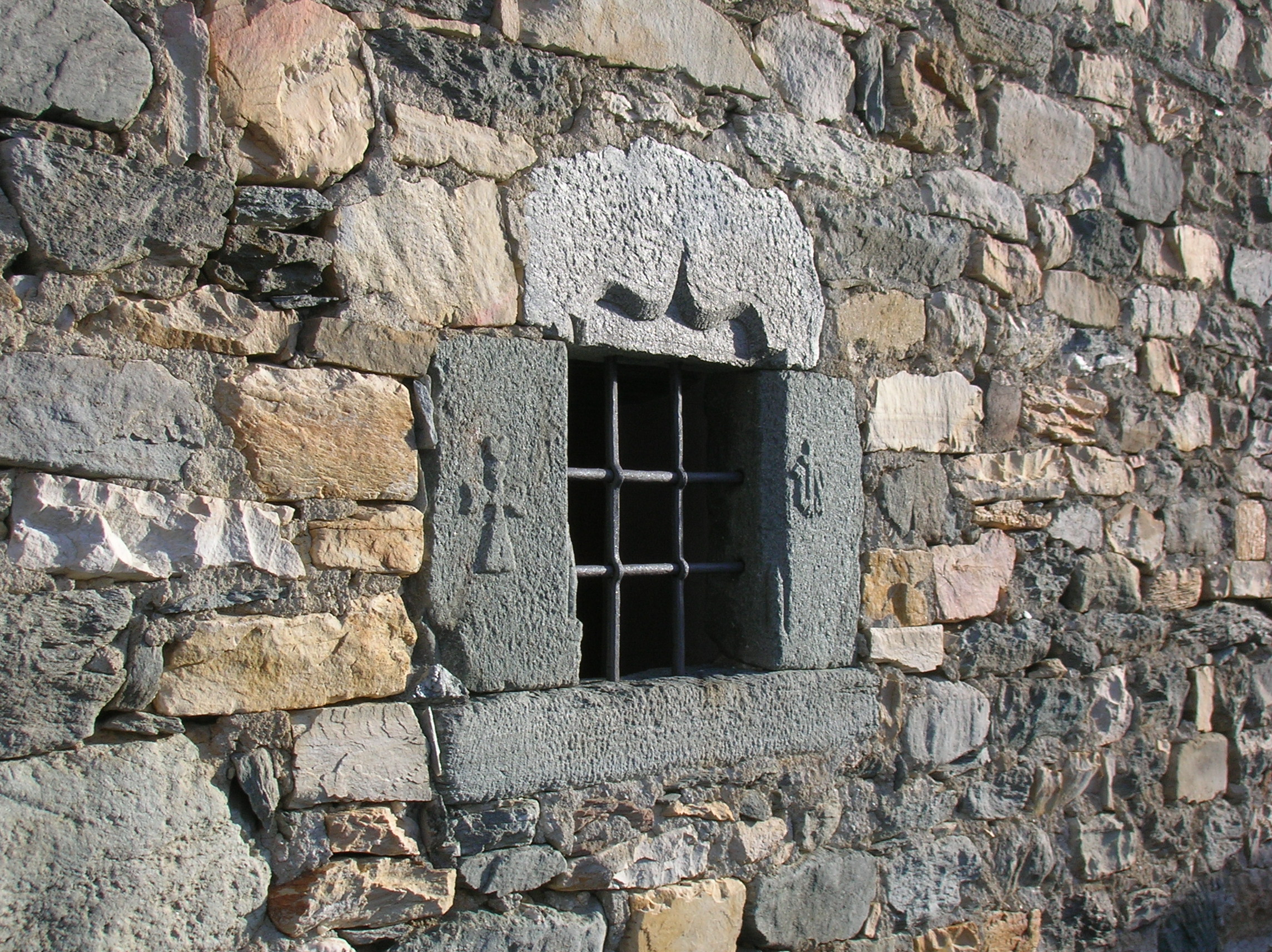
Un dettaglio di una finestra

## Il Museo
Il museo è stato inaugurato nel giugno del 2006 e aperto al pubblico nella primavera del 2012, dopo alcuni anni di gestazione e l'istituzione in Consiglio comunale di una Commissione di gestione del Museo presieduta da Piergiorgio Collomb.
Il Museo mostra l'evoluzione della tradizione dei Carnevali storici della Coumba Freida, tra i più antichi della Valle d'Aosta e tra i più noti delle Alpi, ancora oggi molto sentiti dalla comunità locale.

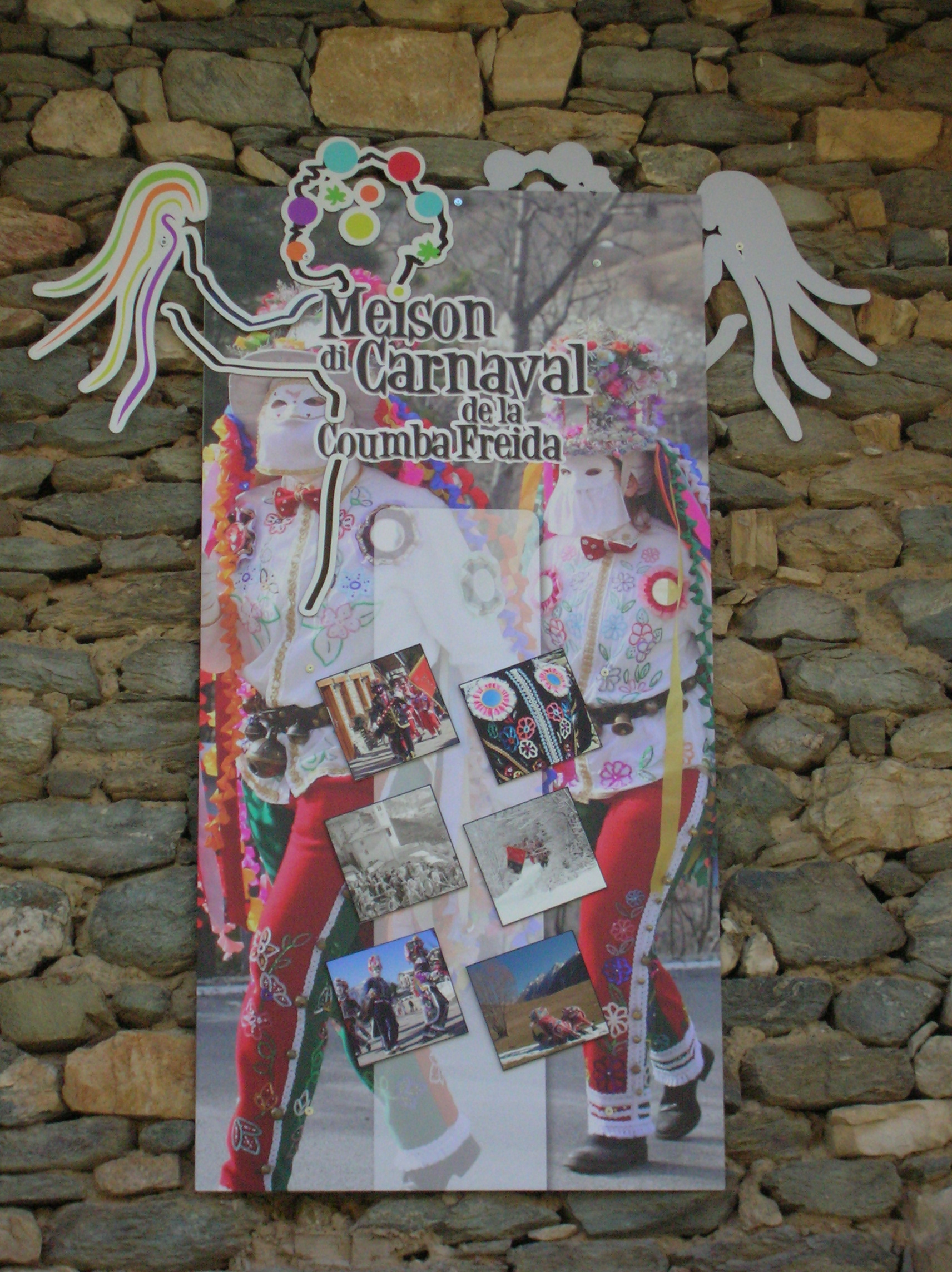
L'insegna sulla facciata del museo

I carnevali rappresentati nel museo sono quelli dei comuni delle valli della Comunità Montana Grand Combin, la Valle del Gran San Bernardo e la Valpelline: sono presenti testimonianze sui carnevali di Allein, Ollomont, Valpelline, Doues, Etroubles, Bionaz, Gignod, Roisan, Saint-Oyen e Saint-Rhémy-en-Bosses.
Il nucleo originario del museo è rappresentato da una mostra temporanea ospitata precedentemente nella stessa sede e composta da una raccolta fotografica e da alcuni costumi. La raccolta è stata ampliata e rinnovata e resa permanente e oggi l'esposizione museale si compone di una mostra fotografica, di una collezione di costumi tradizionali delle Landzette, le maschere carnevalesche che secondo la tradizione sarebbero allegoriche delle uniformi dell'esercito napoleonico che nel maggio dell'Ottocento attraversò la Valle del Gran San Bernardo durante la campagna d'Italia, di alcuni video e di varie pubblicazioni e materiali d'archivio. Secondo un'altra tradizione orale, invece, i costumi furono inventati dagli abitanti del villaggio per divertimento e per festeggiare con costumi inconsueti due abitanti del villaggio, Lo toc e La tocca, e non tanto giovani, che avevano deciso di sposarsi. Della Bènda (il corteo del carnevale, composto dai gruppi mascherati detti patoille)  fanno parte, oltre alle Landzette e a Lo Toc e La Tocca, anche la maschera tradizionale dell'Orso, una sola per ogni carnevale della coumba freida, allegoria ricorrente nei carnevali di montagna dell'arrivo della primavera, e inoltre l'arlecchino, la guida e i musicisti.
Sono inoltre stati ricreati alcuni ambienti, come l'ambiente di lavoro della sarta: i costumi delle Landzette con il loro corredo di code di mulo, paillette, specchietti e colori oggi come in passato sono rigorosamente imbastiti e cuciti a mano.
In particolare, sono ospitate nel museo:
- materiali donati o acquisiti da privati
- l'esposizione fotografica Quand l'ours se réveille… Le Carnaval en Vallée d'Aoste de 1900 à 1970 della fototeca del Bureau régional pour l'ethnologie et la linguistique (BREL)
- materiali dell'Association Valdôtaine Archives Sonores (AVAS)
- materiali didattici elaborati nell'ambito del Project Carnaval dell'Istituzione scolastica Comunità montana Grand Combin nell'anno scolastico 2003-2004
- materiali prodotti nell'ambito del progetto Interreg IIIA 2007-2013 Grand-Saint-Bernard 360°, progetto di cooperazione transfrontaliera tra Italia e Svizzera

Il museo è visitabile solo su prenotazione di sabato pomeriggio senza numero minimo di visitatori o nei giorni feriali per gruppi di minimo 10 persone. È inoltre prevista l'apertura straordinaria in occasione della Settimana della Cultura.